# Stomatanthes
Stomatanthes là một chi thực vật có hoa trong họ Cúc (Asteraceae).

## Loài
Chi Stomatanthes gồm các loài: